# Stian Fredheim
Stian Edvardsen-Fredheim (Kristiansand, 23 maart 2003) is een Noors wielrenner.

## Carrière
In 2021 won Fredheim Parijs-Roubaix voor junioren, voor de Belg Alec Segaert.
In 2023 werd Fredheim prof bij Uno-X Pro Cycling Team, dat hem overhevelde vanuit hun opleidingsploeg. Zijn debuut in een Monument maakte hij in 2024 in Milaan-Sanremo, waar hij op plek 89 eindigde. In 2025 begon hij het jaar met een tiende plaats in de Muscat Classic. Nadien reed hij de Ronde van Oman uit, waar hij tachtigste werd in het eindklassement. Enkele weken later reed hij een zestal Belgische eendagskoersen. Van die zes finishte hij driemaal in de top tien, in de Grote Prijs Jean-Pierre Monseré kwam hij als tweede over de eindstreep, achter Alexys Brunel. Enkele dagen na zijn negende plaats in de La Roue Tourangelle nam hij voor het eerst deel aan de Route Adélie de Vitré. In deze Franse eendagswedstrijd won hij de sprint van zeventien renners, dit leverde hem zijn eerste profzege op.

## Overwinningen
2021
Parijs-Roubaix, junioren
2025
Route Adélie de Vitré

## Resultaten in voornaamste wedstrijden
| Jaar | Ronde van Italië | Ronde van Frankrijk | Ronde van Spanje |
| ---- | ---------------- | ------------------- | ---------------- |
| 2024 |                  |                     |                  |
| 2025 |                  | 139e                |                  |

| Jaar | Milaan-San Remo | Gent-Wevelgem | Parijs-Roubaix | Amstel Gold Race |
| ---- | --------------- | ------------- | -------------- | ---------------- |
| 2024 | 89e             | opgave        | 65e            |                  |
| 2025 |                 |               |                | opgave           |

## Ploegen
- 2022 –  Uno-X Dare Development Team
- 2023 –  Uno-X Pro Cycling Team
- 2024 –  Uno-X Pro Cycling Team
- 2025 –  Uno-X Mobility

Abrahamsen · Andersen · Bendixen · Blikra  · Blume Levy · Charmig · Dversnes · Eg · Fredheim · Gregaard · Gudmestad · Halvorsen · Hindsgaul · Holter · A. Johannessen · T. Johannessen · Kristoff · M. Kulset · S. Kulset · Larsen · Norman Leth · Resell · Sander Hansen · Skaarseth · Tiller · Træen · Urianstad · Wærenskjold
Abrahamsen · Andersen · Bendixen · Bévort · Blikra  · Blume Levy · Cort · Dversnes · Eiking (vanaf 8/2) · Fredheim · Gudmestad · Hoelgaard · Holter · Hvideberg · A. Johannessen · T. Johannessen · Kristoff · J. Kulset · M. Kulset · S. Kulset · Larsen · Leknessund · Løland · Resell · Sander Hansen · Skaarseth · Tiller · Urianstad · Wallin · Wærenskjold